# Roxana Saberi
Roxana Saberi (ur. 26 kwietnia 1977 w Belleville w stanie New Jersey) – amerykańska dziennikarka japońsko-perskiego pochodzenia.
Została aresztowana w Iranie w styczniu 2009. Była następnie skazana na osiem lat więzienia. Sąd zmniejszył wymiar kary. Została wydana 11 maja 2009.
Ukończyła w 1997 Concordia College w Moorhead (Minnesota), a następnie studia dziennikarskie na Northwestern University i stosunki międzynarodowe na University of Cambridge.
W 1997 wygrała konkurs Miss North Dakota i została jedną z dziesięciu finalistek konkursu Miss America 1998.